# The Inner Mounting Flame
The Inner Mounting Flame je první studiové album americké hudební skupiny Mahavishnu Orchestra. Vydala jej v srpnu roku 1971 společnost Columbia Records. Autorem všech skladeb na albu je kytarista John McLaughlin a producenty desky byli členové skupiny Mahavishnu Orchestra. Album se umístilo ve dvou žebříčcích časopisu Billboard. V hitparádě jazzových alb na jedenácté a mezi popovými na devětaosmdesáté příčce.

## Seznam skladeb
Autorem všech skladeb je John McLaughlin.
| Pořadí | Název                    | Délka |
| ------ | ------------------------ | ----- |
| 1.     | Meeting of the Spirits   | 6:52  |
| 2.     | Dawn                     | 5:10  |
| 3.     | The Noonward Race        | 6:28  |
| 4.     | A Lotus on Irish Streams | 5:39  |
| 5.     | Vital Transformation     | 6:16  |
| 6.     | The Dance of Maya        | 7:17  |
| 7.     | You Know You Know        | 5:07  |
| 8.     | Awakening                | 3:32  |

## Obsazení
- John McLaughlin – kytara
- Rick Laird – baskytara
- Billy Cobham – bicí, perkuse
- Jan Hammer – klávesy, varhany
- Jerry Goodman – housle